# ادمون باور
ادمون باور (بالألمانية: Edmond Bauer) (و. 1880 – 1963 م) هو فيزيائي، وأستاذ جامعي من فرنسا . ولد في باريس .
توفي في باريس ، عن عمر يناهز 83 عاماً.